# Drijetanj
Drijetanj (Servisch cyrillisch Дријетањ) is een plaats in de Servische gemeente Užice. De plaats telt 1092 inwoners (2002).